# Közönséges macskahal
A közönséges macskahal (Chimaera monstrosa) a porcos halak (Chondrichthyes) osztályának a tengerimacska-alakúak (Chimaeriformes) rendjébe, ezen belül a Chimaeridae családjába tartozó faj.
A Chimaera halnem típusfaja.

## Előfordulása
A közönséges macskahal előfordulási területe az Atlanti-óceán keleti része, Észak-Norvégiától és Izlandtól, egészen Marokkóig. A Földközi-tengerben is jelen van. Továbbá állományai találhatók az Azori- és Madeira-szigetek körül, és újabban a Japán Oshima vizeiben is. A Dél-Afrika körül élő példányok, meglehet, hogy más fajhoz tartoznak.

## Megjelenése

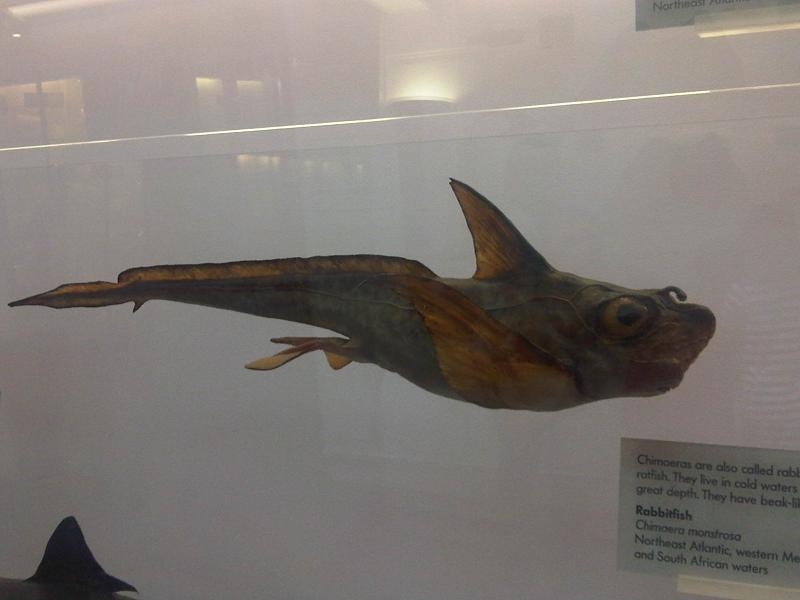
Kitömött példány a londoni Természettudományi Múzeumban

Ez a hal 46 centiméteresen válik felnőtté, és legfeljebb 150 centiméter hosszú. A legnehezebb kifogott példány 2,5 kilogrammot nyomott. A hátúszóján egyetlen hegyes és egyenes tüske látható, amely enyhe mérget tartalmaz. A szúrása habár nem halálos, erős fájdalmat okoz.

## Életmódja
A közönséges macskahal mélytengeri élőlény, amely 40-1000 méteres mélységek között él, azonban általában 300-500 méter között tartózkodik. Élőhelyének déli részein nem vándorol, azonban elterjedésének az északi részein, nyáron feljön a mélyből a partközeli vizekbe. Lassú mozgású állat, amely kis, laza rajokban úszik. Tápláléka fenéklakó gerinctelenekből áll.

## Szaporodása
Párosodáskor a hímnek fogva kell tartania a nőstényt. A tojások 17 centiméter hosszúak. A tojásból 10 centiméteres kis közönséges macskahal bújik elő. A kicsi épp úgy néz ki, mint a felnőtt állat.

## Felhasználása
A közönséges macskahalat csak kisebb mértékben halásszák, azonban gyakran kerül mellékfogásként a rákhalászok hálóiba.

## Képek

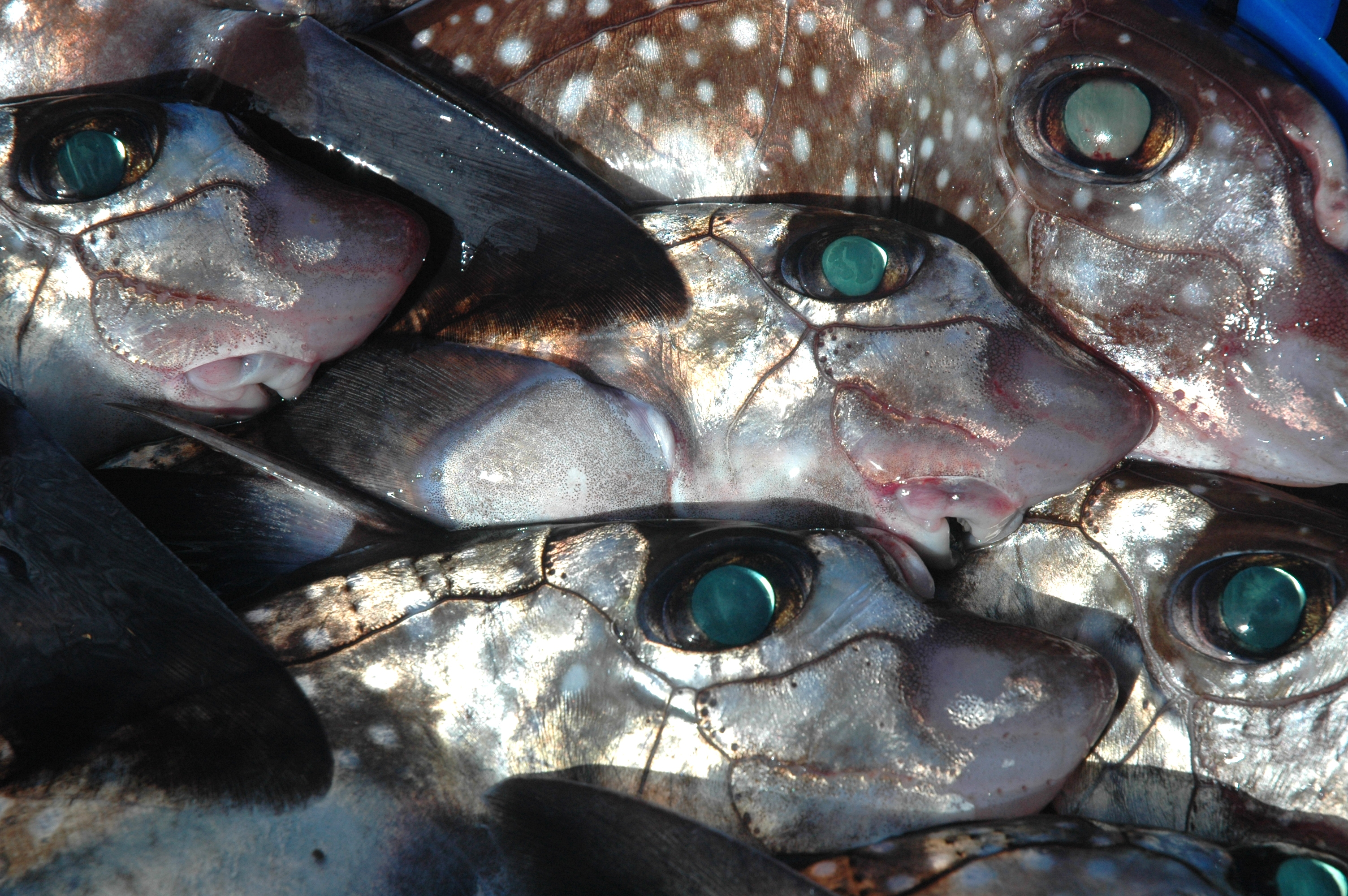
macskahalak
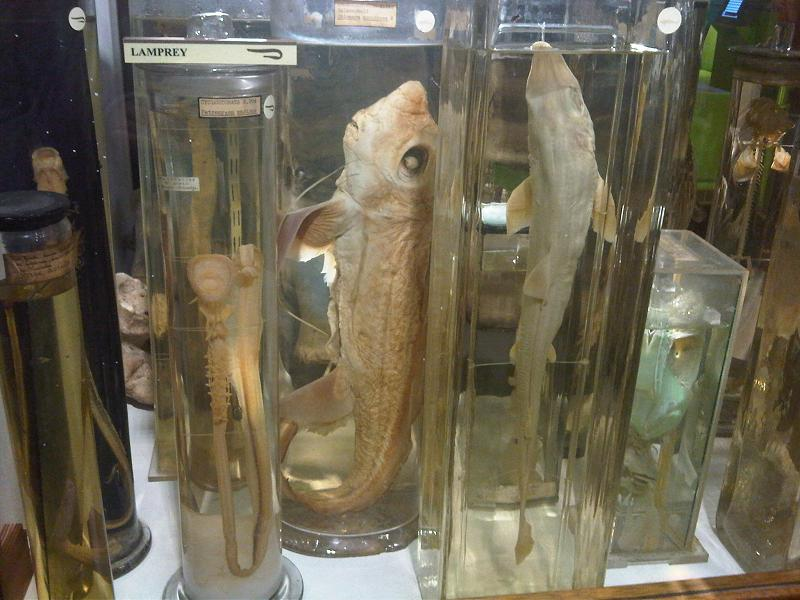
múzeumi példány
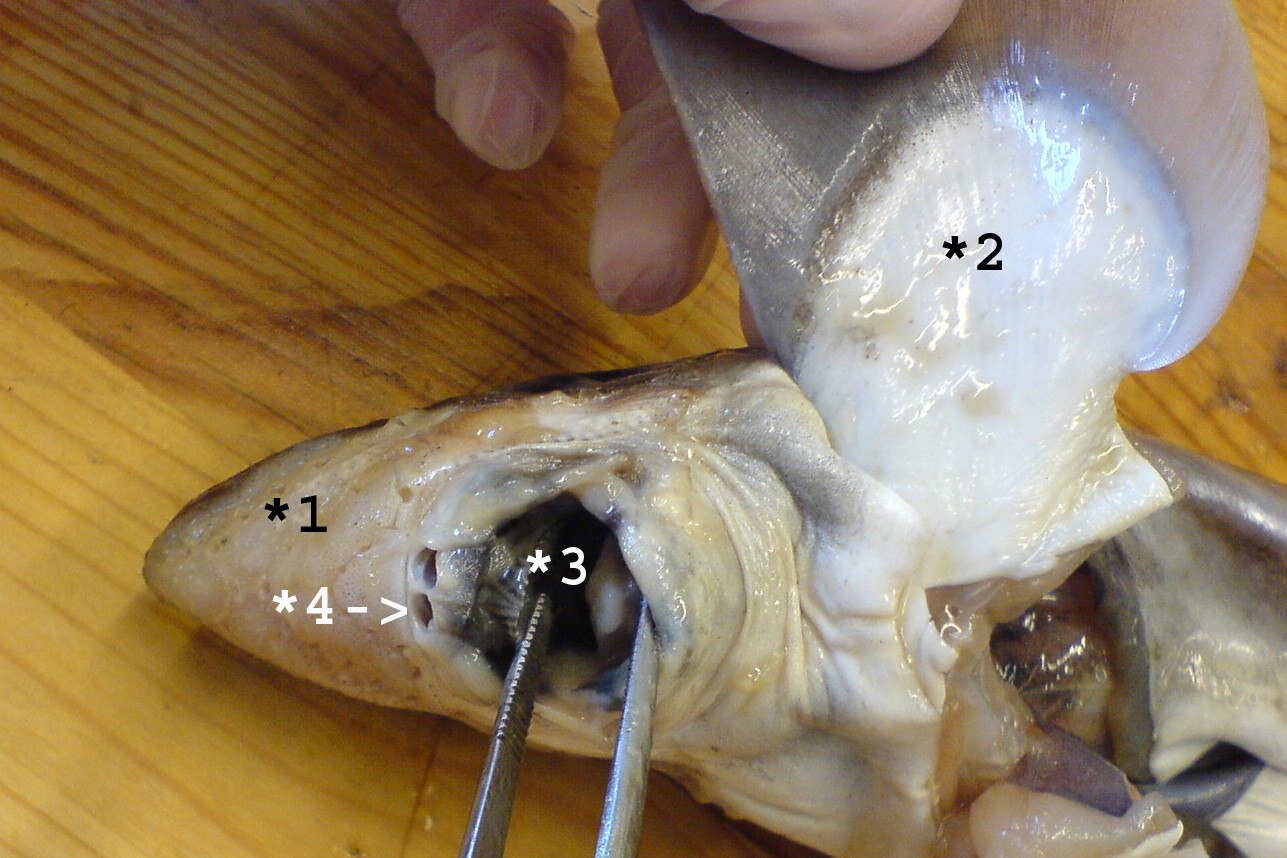
boncolás közben
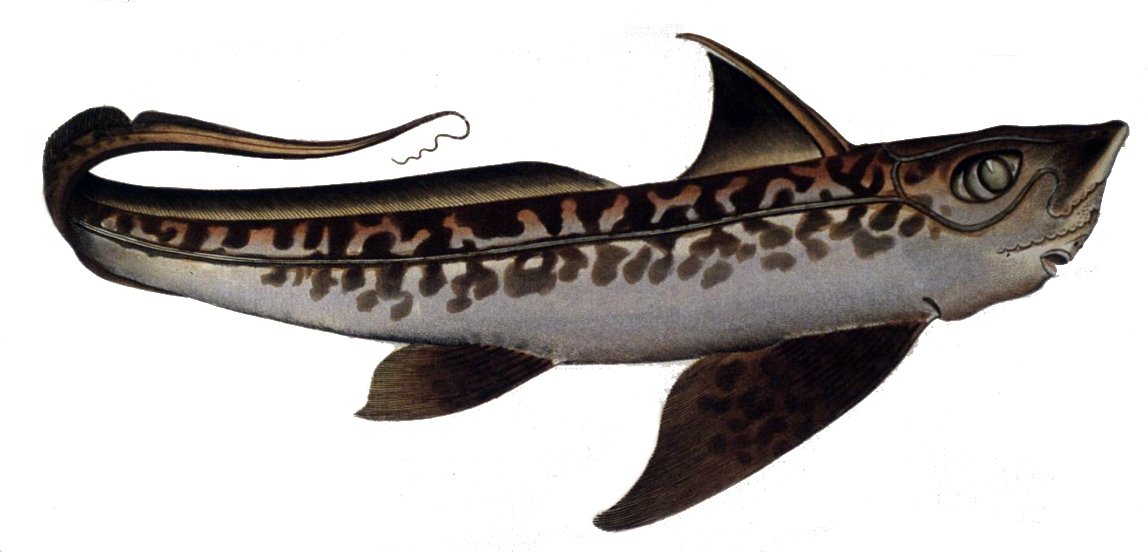
rajz a
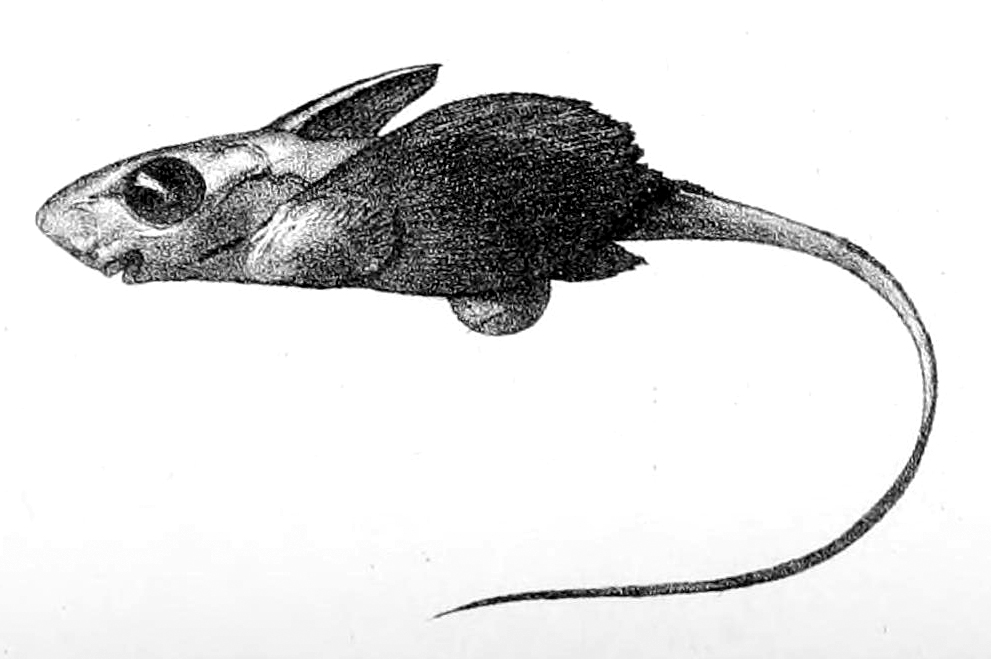
halról